# Secretariat (caballo)
Secretariat (30 de marzo de 1970 - 4 de octubre de 1989) fue un caballo purasangre estadounidense que en 1973 se convirtió en el noveno campeón de la Triple Corona de Estados Unidos, después de 25 años sin que nadie lo consiguiera, y estableció nuevos récords en los tres eventos de la serie: el Derby de Kentucky (1:59 2/5), el Preakness Stakes (1:53) y el Belmont Stakes (2:24); los récords siguen vigentes hoy día. Para muchos considerado el mejor caballo de carreras que haya existido, ya que muchos de sus récord aún siguen vigentes.

## Biografía
Nació en los establos Meadow Farm, en Virginia, que eran propiedad de Penny Tweedy, sus padres fueron el semental Bold Ruller y la yegua Somethingroyal. Su entrenador fue Lucien Laurin, su jinete Ron Turcotte y su preparador Eddie Sweat. Comenzó a correr el 4 de julio del año 1972, en el Hipódromo de Aqueduct, donde terminó cuarto. Continuó corriendo hasta completar 7 victorias en 9 carreras en 1972, lo que le significó ser nombrado «Caballo del Año».
En 1973, corrió tres carreras previo a comenzar la Triple Corona, ganó en Bay Shore y en el Gotham Stakes y alcanzó el tercer puesto en el Wood Memorial Stakes, donde corrió con un absceso en la boca que no le permitió rendir como lo venía haciendo.
Ese año, al comenzar a disputar la Triple Corona, en el Derby de Kentucky ganó por dos cuerpos y medio a Sham y por una mayor distancia a Angle Light, que lo habían vencido en el Wood Memorial Stakes y el mismo resultado se dio en la segunda carrera, en Preakness Stakes. Para la última carrera, Belmont Stakes, la más larga distancia que existe en los circuitos americanos, Secretariat, el gran Rojo, ganó con una impresionante ventaja de 31 cuerpos, batiendo el récord de la prueba y el récord del mundo en distancias largas.
Después del Belmont, Secretariat corrió en nueve carreras más ganando seis de las pruebas. A finales de 1973, se le retiró para convertirlo en semental, del cual se engendraron más de 600 potros de cuáles fueron 57 caballos ganadores. Fue sacrificado el 4 de octubre de 1989, debido a una laminitis, y fue sepultado en Claiborne Farm, en Paris (Kentucky). El corazón de Secretariat, según el doctor que realizó la necropsia era del doble del tamaño de un caballo de su tipo, lo cual lo convirtió en un ejemplar especial y único que ganó 16 de las 21 carreras que corrió y lo llevó a ser votado en el número 35 de los mejores atletas estadounidenses del siglo, siendo el primero de los tres "no humanos" de la lista (los otros dos son los también caballos de carreras: Man o' War en la posición 84 y Citation en la posición 97).